# Garrot vil
|  | Vegeu Garrot vil (quadre) per a la pintura de Ramon Casas. |

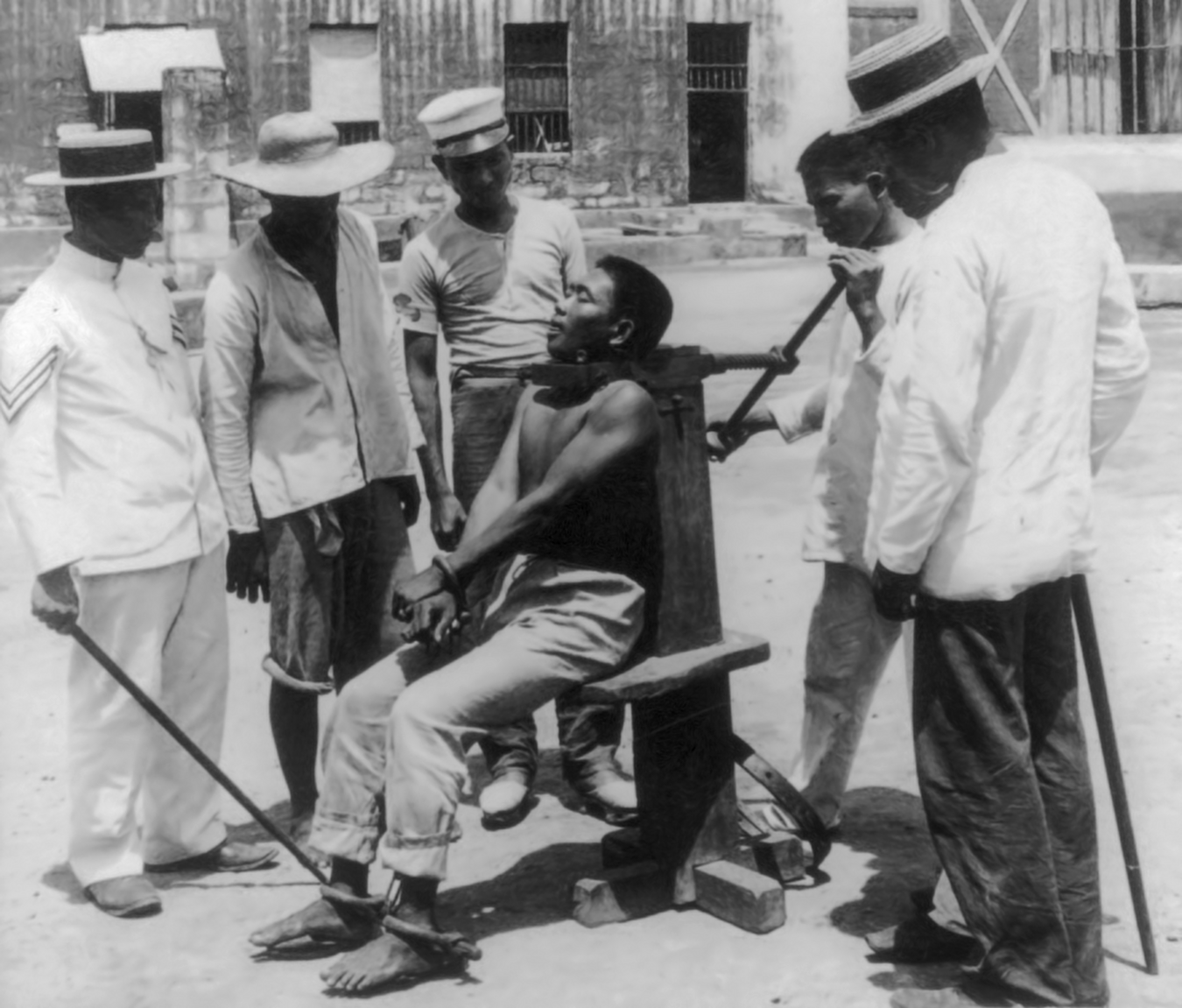
Execució amb el garrot a les Filipines el 1901.

El garrote vil és un instrument utilitzat per a executar els condemnats a mort. Consisteix en un collar de ferro que per mitjà d'un cargol estreny el coll del reu fins a provocar-li la mort per asfíxia, alhora que el pot arribar a desnucar.

## Orígens
El laqueus (del llatí laqueus) era una corda amb un nus escorredor amb la que es podia estirar qualsevol cosa. Va servir per portar a terme la pena de mort per estrangulació, que no es feia mai en públic, sinó dins de les presons i generalment al Tullianum. La majoria dels que patien aquesta mort eren els acusats de traïció, com per exemple els participants a la conspiració de Catilina. El nombre més gran d'execucions amb aquest procediment es va fer durant el regnat de Tiberi.

## Ús a l'Estat espanyol
L'ús del garrot a Espanya es va introduir el 1820 i es generalitza al llarg del segle xix, afavorit per la simplicitat de la seva fabricació, que estava a l'abast de qualsevol ferrer. Mitjançant decret de 24 d'abril de 1832, el rei Ferran VII va abolir la pena de mort en forca i va disposar que, a partir de llavors, s'executés a tots els condemnats a mort amb el garrot:
Deseando conciliar el último e inevitable rigor de la justicia con la humanidad y la decencia en la ejecución de la pena capital, y que el suplicio en que los reos expían sus delitos no les irrogue infamia cuando por ellos no la mereciesen, he querido señalar con este beneficio la gran memoria del feliz cumpleaños de la Reina mi muy amada esposa, y vengo a abolir para siempre en todos mis dominios la pena de muerte por horca; mandando que adelante se ejecute en garrote ordinario la que se imponga a personas de estado llano; en garrote vil la que castigue delitos infamantes sin distinción de clase; y que subsista, según las leyes vigentes, el garrote noble para los que correspondan a la de hijosdalgo.
A Espanya aquesta pràctica va estar vigent fins al 1978, any en què amb la redacció de la nova constitució la pena de mort va ser abolida. Aquest mètode d'execució també va utilitzar-se a diversos països de l'Amèrica Llatina i altres colònies espanyoles.
Els últims condemnats al garrot a l'Estat espanyol van ser l'anarquista català Salvador Puig Antich, a la Presó Model de Barcelona i el delinqüent comú d'origen alemany Heinz Ches, a la de Tarragona. Van ser ajusticiats el 2 de març del 1974. En la pel·lícula documental Queridísimos verdugos (1973), realitzada en la clandestinitat, Basilio Martín Patino documenta les pràctiques mortals durant el franquisme per mitjà d'intervius dels tres últims botxins, empleats del règim dictatorial.